# SNR G332.5-05.6
SNR G332.5-05.6 es un resto de supernova situado en la constelación de Ara. Fue descubierto e identificado como posible candidato a resto de supernova en 1997, en el marco de un estudio del plano galáctico sur a 2,4 GHz de frecuencia.

## Morfología
Con un tamaño angular de aproximadamente 30 minutos de arco, la imagen de SNR G332.5-05.6 en ondas de radio presenta tres estructuras principales: dos filamentos rectos y casi paralelos al noreste y suroeste, y una región extendida de emisión de radio en su centro con subestructuras internas. Observaciones con el satélite ROSAT revelaron fuertes emisiones de rayos X procedentes del centro del remanente, con una morfología similar a la emisión de radio central.
Dicha emisión de rayos X es predominantemente «blanda» (0,3 − 1,2 keV) y alcanza un pico alrededor de 0,5 keV.
SNR G332.5-05.6 tiene unas abundancias de nitrógeno, oxígeno, neón y hierro inferiores a las del Sol,  mientras que el contenido de magnesio es un 20 % mayor.
Por otra parte, no se ha encontrado ningún púlsar que emita en ondas de radio o rayos X en las proximidades de este resto de supernova.

## Edad y distancia
La edad de SNR G332.5-05.6 se estima en 10 200 ± 1900 años; se localiza a una distancia de 3000 ± 800 pársecs, siendo su radio de 15,5 pársecs.